# Nécropole de Glasgow
La nécropole de Glasgow (en anglais : Glasgow Necropolis) est un cimetière de style néo-classique situé derrière la cathédrale de Glasgow, en Écosse.  
Inspiré du Père-Lachaise à Paris, il est créé en 1833 par John Strong. Quelque 50 000 personnes y sont enterrées. Le cimetière, orné de temples grecs, de chapelles gothiques et d'obélisques, est dominé par une statue de 1825 de John Knox, sur une colonne dorique. 